# Llwchwr
Llwchwr är en community i Storbritannien.   Den ligger i kommunen Swansea och riksdelen Wales, i den södra delen av landet, 270 km väster om huvudstaden London.
Den består av småstaden Loughor med slottsruinen Loughor Castle, byn Kingsbridge och kringliggande landsbygd.